# Parodia chrysacanthion
Parodia chrysacanthion är en kaktusväxtart som först beskrevs av Karl Moritz Schumann, och fick sitt nu gällande namn av Curt Backeberg. Parodia chrysacanthion ingår i släktet Parodia och familjen kaktusväxter. Inga underarter finns listade i Catalogue of Life.

## Bildgalleri

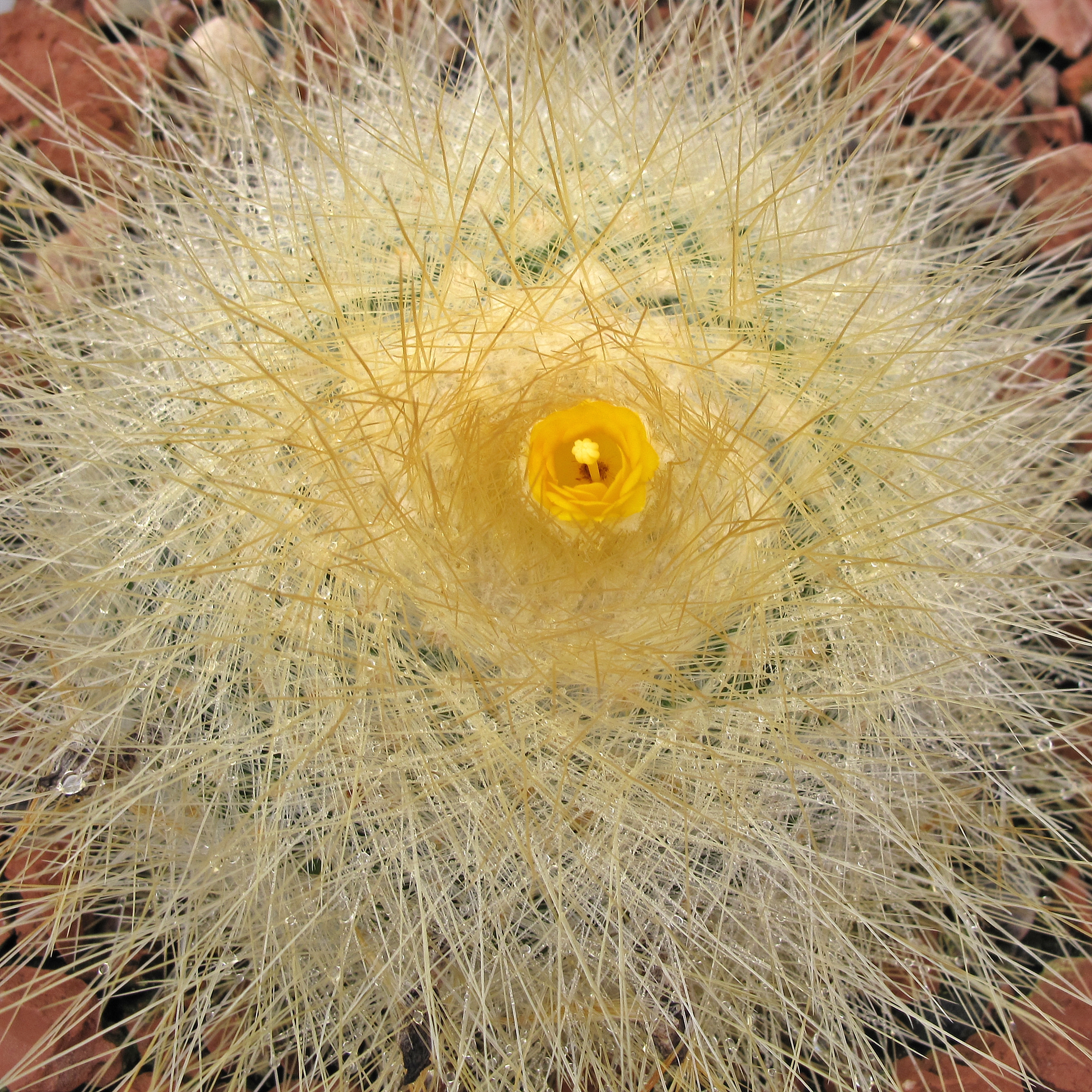
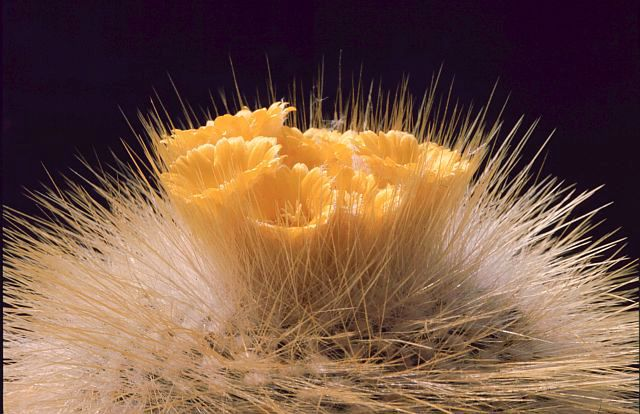
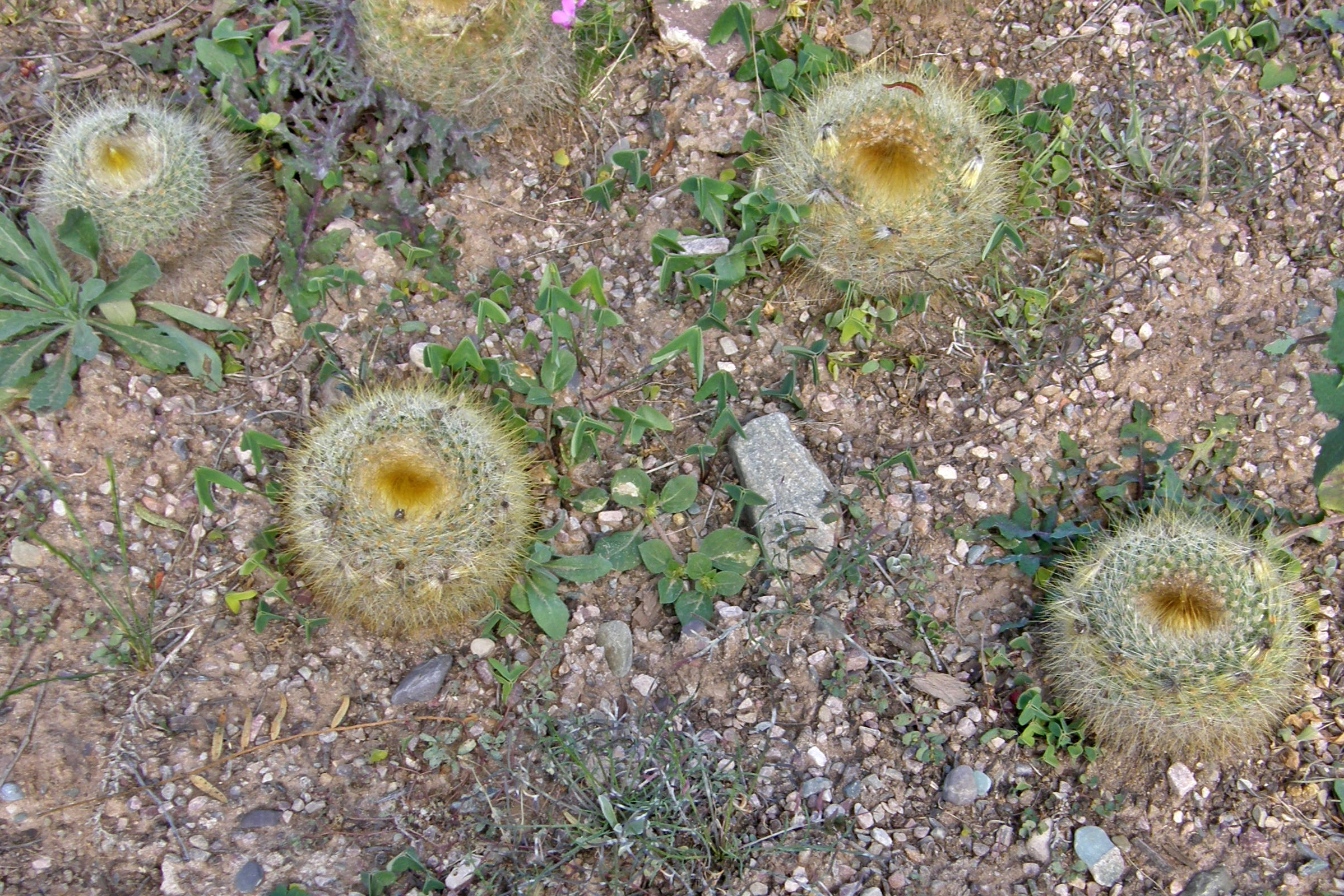
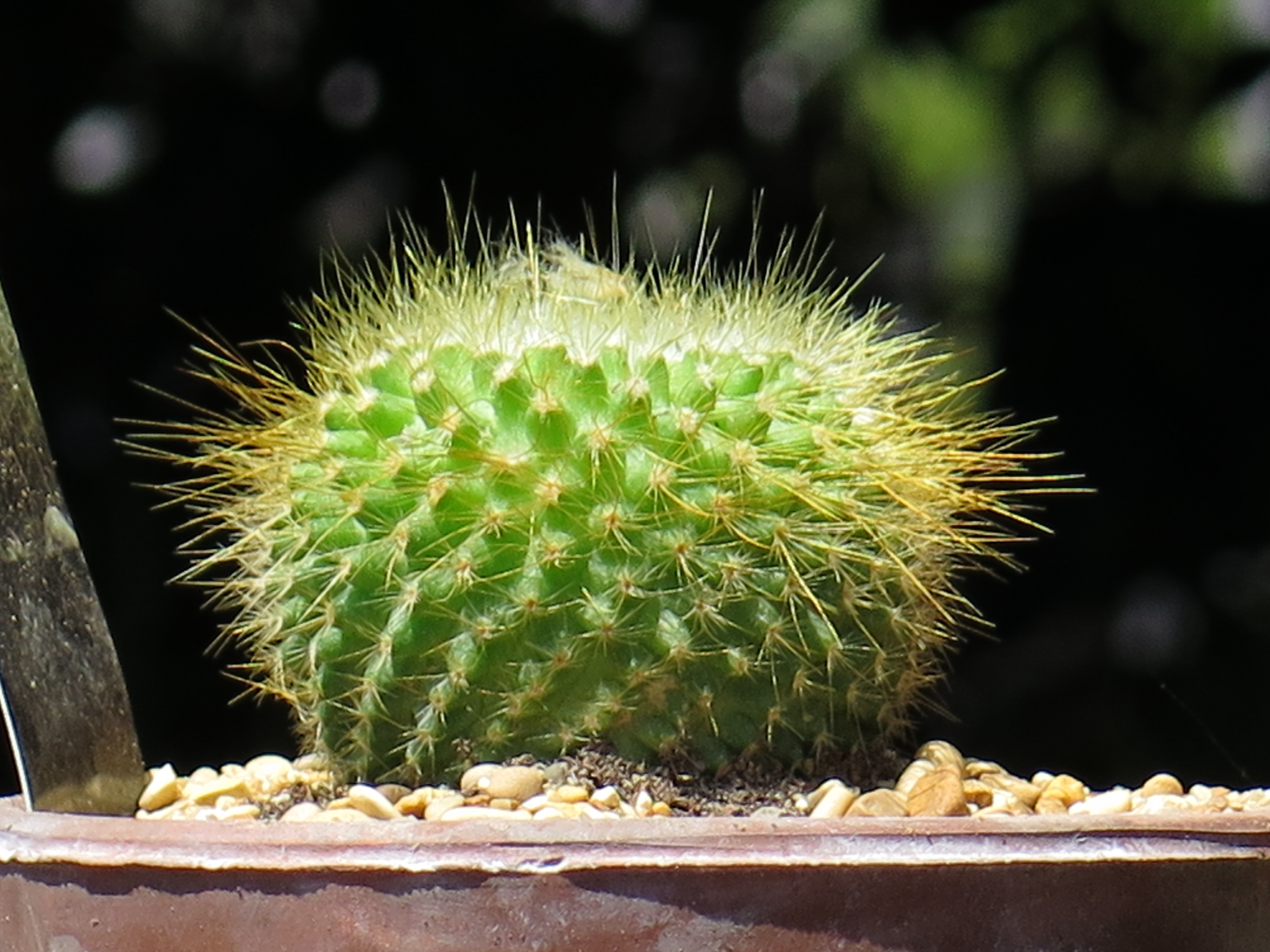
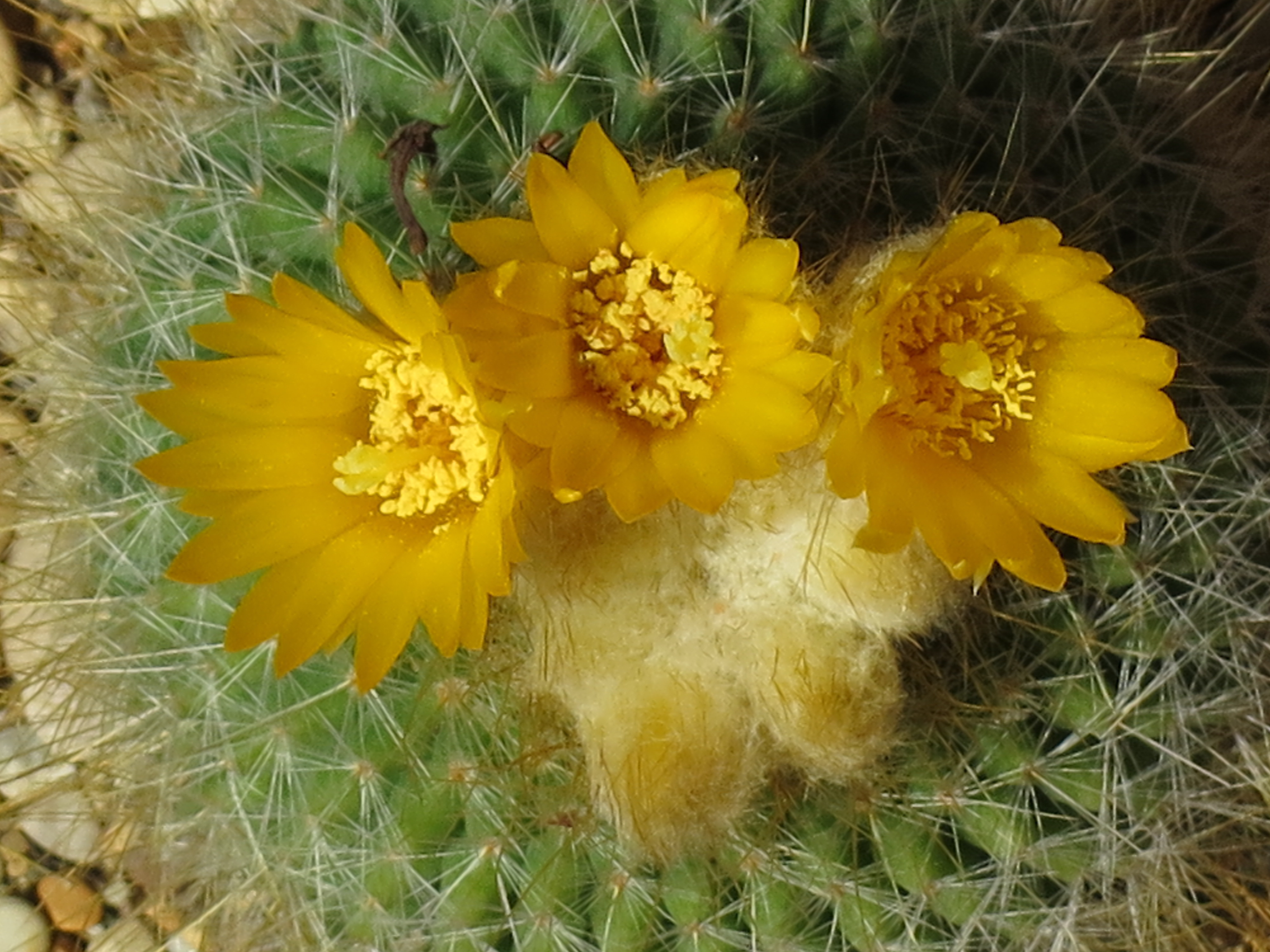